# Anya Geraldine
Nur Amalina Hayati, née le 15 décembre 1995 à Jakarta, est une actrice indonésienne.

## Biographie
Sa carrière dans le divertissement a commencé en 2016 en tant que célébrité et mannequin sur Internet. Anya Geraldine a fait ses débuts d'actrice dans le film d'horreur Tusuk Jelangkung di Lubang Buaya et a d'abord été reconnue dans le film Yowis Ben 2 et la série Web Pretty Little Liars Indonesia. Après cela, elle a joué dans 8 longs métrages dont Sabar Ini Ujian, Selesai et Garis Waktu. Être mannequin est l'un des rêves de Anya Geraldine depuis le collège. Avant d'être célèbre dans le divertissement, Anya Geraldine a été active dans le mannequinat. Elle a fréquenté une école de mannequinat fondée par Kimmy Jayanti, la Kimmy Jayanti School.
Anya Geraldine a commencé à être connue du public après avoir téléchargé un vlog sur sa chaîne YouTube personnelle. À cause de la vidéo, elle a été appelée par la Commission indonésienne de protection de l'enfance (KPAI) pour avoir téléchargé son style de vacances "gratuit" avec son petit ami. Depuis lors, elle est active en tant que célébrité sur Internet. Elle a également reçu des offres pour des publicités, des clips vidéo et des longs métrages.